# Labrousse
Labrousse település Franciaországban, Cantal megyében. Lakosainak száma 480 fő (2022. január 1.). Labrousse Arpajon-sur-Cère, Carlat, Cros-de-Ronesque, Prunet, Teissières-lès-Bouliès, Vézac és Vezels-Roussy községekkel határos.

## Népesség
A település népességének változása:
| Lakosok száma | 395  | 445  | 432  | 371  | 450  | 488  | 512  | 496  | 488  | 480  |
|               | 1968 | 1982 | 1990 | 2006 | 2013 | 2015 | 2017 | 2019 | 2020 | 2022 |